# Ионин, Леонид Григорьевич
Леони́д Григо́рьевич Ио́нин (2 июля 1945, Омск — 11 декабря 2024) — советский и российский социолог, политолог, философ, известен как специалист в области истории социологии, социологии культуры, социологии политики. Доктор философских наук (1982), профессор (1990).

## Биография
Родился 2 июля 1945 года.
Сын Героя Советского Союза Григория Петровича Ионина.
В 1970 году окончил философский факультет МГУ имени М. В. Ломоносова.
В 1970—1973 годах обучался в аспирантуре Института социологических исследований АН СССР.
В 1974 году защитил диссертацию на соискание учёной степени кандидата философских наук по теме «Концепции "понимания" в американской социологии: критика мировоззренческих оснований».
В 1982 году защитил диссертацию на соискание учёной степени доктора философских наук по теме «Становление и развитие антипозитивистской ориентации в буржуазной социологии XIX—XX вв.» (специальность 09.00.03 — история философии).
В 1990 году присвоено учёное звание профессора.
Профессор кафедры экономической методологии и истории НИУ ВШЭ и декан Школы российских исследований НИУ ВШЭ.
Умер 11 декабря 2024 года в возрасте 79 лет. Прах захоронен на Ваганьковском кладбище.

## Научная деятельность
С 1973 по 1988 год работал в Институте социологии АН СССР в качестве младшего, затем старшего научного сотрудника. В 1988—1989 годах был заместителем директора, и. о. директора НИИ культуры Минкультуры СССР и АН СССР. С 1989 года работал в Институте социологии главным научным сотрудником, руководителем секции «Социодинамика культуры и ценности российского общества». С 1996 — профессор Высшей школы экономики (ВШЭ). В 1998 — 2004 годах — декан факультета прикладной политологии ВШЭ. С 2005 — декан Школы российских исследований ВШЭ.  Был руководителем магистерской программы «Международные отношения в евро-атлантическом и евро-азиатском сообществах».
Леонид Ионин начинал как историк социологии, сосредоточившись на исследовании антипозитивистских концепций социологии (социальная феноменология, символический интеракционизм, этнометодология) и социологической классики (В. Дильтей, Г. Зиммель, М. Вебер, Ф. Тённис). В сотрудничестве с И. С. Коном, Г. В. Осиповым, Ю. Н. Давыдовым и др. он предпринял первое в отечественной науке систематическое исследование концепций зарубежной социологии XX века, перевёл на русский язык ряд важных классических и новейших работ философии и социологии Запада. В условиях господства функционализма в теории и позитивизма в эмпирическом исследовании привнёс в отечественную социологию новые социологические направления и новые фигуры из западной социологии. Это касалось так называемой понимающей социологии, социальной феноменологии и таких фигур, как А. Шюц, Г. Гарфинкель и др. С конца 1980-х в центре интересов Л. Г. Ионина — темы культурологии, философии и социологии культуры. Л. Г. Ионин истолковывал культуру не как эпифеномен социальной жизни, а как глубинную матрицу возникновения и воспроизводства социальных форм и отношений, подлинный движитель социального изменения и развития.

## Учебные курсы
- Общая социология
- Социологическая теория
- Социология культуры
- Социология и психология денег
- Весь Макс Вебер

Одним из исследовательских проектов Л. Г. Ионина было издание работ Макса Вебера на русском языке.

### Научные труды
- Апдейт консерватизма. — М.: Издательский дом ГУ-ВШЭ, 2010. — 304 с. — ISBN 978-5-7598-0762-9
- Драма жизни Макса Вебера. — М.: Издательский дом «Дело» РАНХиГС, 2022. — 384 с. — ISBN 978-5-85006-408-2
- История буржуазной социологии XIX — начала XX века / Авт. П. П. Гайденко и др; Ред. И. С. Кон. — М.: Наука, 2003.
- История буржуазной социологии первой половины XX века / Авт. Голосенко Игорь Анатольевич и др; Ред. Л. Г. Ионин и др. — М.: Наука, 2003.
- История теоретической социологии. XX век. Стабилизационное сознание и социологическая теория в век кризиса: Учебное пособие для вузов — 3-е изд., перераб. и доп. / Рук. коллектива авторов Ю. Н.  Давыдов; Авт. Р. Н. Абрамов и др. — М.: Гаудеамус, 2010.
- История теоретической социологии. Начало XX века. Первый общетеоретический кризис социологии: Учебное пособие для вузов — 3-е изд., перераб. и доп. / Рук. коллектива авторов Ю. Н. Давыдов; Авт. Р. Н. Абрамов и др. — М.: Гаудеамус, 2010.
- История теоретической социологии. Предыстория социологии: Учебное пособие для вузов — 3-е изд., перераб. и доп. / Рук. коллектива авторов Ю. Н. Давыдов; Авт. Р. Н. Абрамов и др. — М.: Гаудеамус: Академический проект, 2010.
- История теоретической социологии. Социология XIX века. От появления новой науки до предвестников её первого кризиса: Учебное пособие для вузов — 3-е изд., перераб. и доп. / Рук. коллектива авторов Ю. Н. Давыдов; Авт. Р. Н. Абрамов и др. — М.: Гаудеамус, 2010.
- История теоретической социологии. Социология второй половины XX — начала XXI века: Учебное пособие для вузов — 3-е изд., перераб. и доп. / Рук. коллектива авторов Ю. Н. Давыдов; Авт. Р. Н. Абрамов и др. — М.: Гаудеамус, 2010.
- Критика современной буржуазной теоретической социологии / А. П. Ковалёв, С. М. Митина, Э. А. Орлова и др.; Ред. Г. В. Осипов. — М.: Наука, 2003.
- Логика и история повседневности. Глава 2 // Ионин Л. Г. Социология культуры: путь в новое тысячелетие. — М.: Логос, 2000. — С. 57-122.
- Русский апокалипсис. Фантастический репортаж из 2000 года. — М.: Арго-медиа, 1999. — 224 с. ISBN 5-901219-01-5 / ISBN 5901219015
- Основания социокультурного анализа: Учебное пособие. — М.: Изд-во РГГУ, 1995.
- Социология культуры: путь в новое тысячелетие. Учебное пособие для студентов вузов. — М.: Логос, 2000.

### Статьи
- Ионин Л. Г. Идентификация и инсценировка (к теории социокультурных изменений) // Социологические исследования. — 1995. — № 4. — С. 3-14
- Ионин Л. Г. Консервативная геополитика и прогрессивная глобалистика // Социологические исследования. 1998. № 10. С. 34-43
- Ионин Л. Г. Культура и социальная структура // Социологические исследования. — 1996. — № 3. — С. 31-42
- Ионин Л. Г. Культура и социальная структура // Социологические исследования. — 1996. — № 2. — С. 3-12
- Ионин Л. Г. Культура на переломе // Социологические исследования. — 1995. — № 2. — С. 41-48
- Ионин Л. Г. Программа к выборам директора Института социологии РАН // Социологические исследования. — 1995. — № 3. — С. 28-35
- Ионин Л. Г. Социология как non-fiction. О развитии этнометодологии // Социологический журнал. — 2006. — № 1-2. — С. 74-90
- Ионин Л. Г. Томская инициатива (предисловие) // Мир России. — 2002. — Т. 11. — № 1. — С. 114—115
- Ионин Л. Г. Укрощённая эротика // Человек. — 1992. — № 3.